# グリコアルブミン
グリコアルブミン（英 glycoalbumin, GA）または糖化アルブミン（とうかアルブミン）とは、血清のタンパク質の主要成分であるアルブミンが糖化されたもの。医療現場においては、糖尿病の病状を検査する目的で測定される。

## 意義
- 血液中に存在するタンパク質はすべて、グルコースなどの還元糖によりシッフ反応、アマドリ反応をうけ、糖化タンパク質となる。このうちアルブミンが糖化したものをグリコアルブミンと呼び、糖と接触した時間、糖の濃度に比例してその比率が増加するため、糖尿病における血糖値の指標として用いられる。
- "glyco-"とは"糖の"という意味。"glucose"はブドウ糖、"glycogen"はグリコーゲン。

## 検査方法
- 静脈血を採取し、血清を分離し、アルブミンとともに測定し、その比率を求める。

## 基準値・指標
- 基準範囲は11～16%[1]。
- 日本赤十字社の献血検査結果においては、基準値を16.5%未満としている。
- 糖尿病のコントロール目標としては20%未満とする[2]。
- HbA1c（ヘモグロビン・エーワンシー、グリコ（糖化）ヘモグロビン）値を換算する場合は3倍にする。(HbA1c 6.5% であれば GA≒6.5 X 3=19.5≒20 %)
- アルブミンの半減期は約17日程度であるので、グリコアルブミンは直近2週間（〜1ヶ月）の血糖の状態を反映する[3][4]。
- タンパクに異常を来たす疾患を合併したときには、測定値に影響をおよぼす事がある。その場合はHbA1cや1,5-AGなどを疾患（糖尿病）のコントロール指標とする。